# Petter Österberg
Petter Österberg, född 12 juni 1983, är en svensk före detta fotbollsspelare (yttermittfältare).
Österberg lämnade uppländska Alunda IF redan som ungdomsspelare för spel i Sirius år 2001. I Sirius spelade Österberg en framträdande roll i Division II Norrland säsongen 2005, bland annat vann han lagets interna assistliga efter 16 målgivande passningar på 21 matcher. Österbergs framfart väckte allsvenska Gefles uppmärksamhet, dit han värvades inför säsongen 2006. Den första säsongen hade Österberg svårt att ta en ordinarie plats i laget och spelade endast en match. Den andra säsongen fick Österberg allt mer förtroende av tränaren Per Olsson och spelade 16 matcher. Det blev dock inte mer än 17 allsvenska matcher under två säsonger i Gefles ljusblå tröja då föreningen valde att inte förnya kontraktet efter säsongen 2007. Österberg återvände därför till Sirius och spel i Superettan till säsongen 2008.
Österberg gjorde sin 200:e match i seriespel för Sirius den 25 augusti 2013 mot IFK Luleå och sin sista match mot Selånger den 20 oktober 2013, där han kom in i andra halvlek och krönte karriären med att göra mål. Han utsågs till bäste siriusspelare säsongen 2009 av supporterföreningen Västra Sidan.

## Klubbar
- Alunda IF (-2001)
- IK Sirius (2001-2005)
- Gefle IF (2006-2007)
- IK Sirius (2008-2013)